# Distillerie des Menhirs
La distillerie des Menhirs est une distillerie de whisky et d'eaux-de-vie française, située à Plomelin dans le Finistère.

## Historique
Créée en 1986 par Guy Le Lay, la distillerie produit initialement du pommeau de Bretagne, mélange de jus de pomme et de lambig. Vendu sous l'appellation Pommeau des Menhirs, il est le premier à recevoir le label appellation d'origine contrôlée (AOC).
En 1998, elle se lance dans la distillation d'un whisky à base de blé noir mais élaboré suivant la méthode écossaise, par double distillation. En septembre 2002, sort la première bouteille nommée EDDU (blé noir en langue bretonne).
Un livre publié en 2021 raconte les cent années de la distillerie avec les 5 générations successives de la famille Le Lay qui se sont succédé à la tête de l'entreprise.

## Gamme de Whisky
Le whisky EDDU revendique être le seul whisky au monde produit à partir de blé noir uniquement. Il développe des senteurs florales et des notes boisées. Consommé frais, il révèle des goûts de fruits mûrs.

## Embouteillages de whisky

### Embouteillages officiels
- Eddu Diamant - 44 % - Pur Blé Noir ;
- Eddu Gold - 43 % - Pur Blé Noir ;
- Eddu Silver - 40 % - Pur Blé Noir ;
- Eddu Brocéliande - 42 % - Pur Blé Noir ;
- Eddu Grey Rock - 40 % - Blend ;
- Eddu Grey Rock Brocéliande - 40 % - Blend ;
- Ed Gwenn - 45 % - Single Grain.

### Embouteillages séries limitées
- Eddu "Cuvée de Bourgogne" - Pur Blé Noir - 54 % - (2020) ;
- Eddu Silver "Affinage Sherry" - Pur Blé Noir - 46 % - (2017) ;
- Eddu Grey Rock "Affinage Porto" - 40 % - Blend - (2017) ;
- Eddu Grey Rock Tourbé - 40 % - Blend - (2021) ;
- Eddu Melinerion - 42,9 % - Pur Blé Noir - (2015) ;
- Eddu Millésime 2004 - 45 % - Pur Blé Noir - (2019) ;
- Collection Guy Le Lay - 47 % - Pur Blé Noir - (2010) ;
- Collection Patrick Mahé - 47 % - Pur Blé Noir - (2013) ;
- Collection Dan ar Braz - 47 % - Pur Blé Noir - (2017) ;
- Collection Nolwenn Korbell - 46 % - Pur Blé Noir - (2021).

## Autres embouteillages

### Pommeaux
- Pommeau Bretagne Vieille Réserve - 17 % - 5 à 6 ans.
- Pommeau Tradition - 17 % - 2 à 3 ans.

### Chouchens
- Chouchen Hydromel - 13.5 %.

### Lambig
- Lambig de Bretagne Hors d’âge - 40 % - plus de 3 ans.
- Lambig de Bretagne Tradition - 40 % - 3 ans.

### Autre eau-de-vie
- Gwenaval Blanche de pomme - 40 %.

### Cidres
- Cidre des Menhirs - Brut - 5 %.